# ليندا وايلد
ليندا وايلد (بالإنجليزية: Linda Wild)‏ هي لاعبة كرة مضرب أمريكية، ولدت في 11 فبراير 1971 في أرلينغتون هايتس في الولايات المتحدة.

## وصلات خارجية
- ليندا وايلد على موقع رابطة محترفات التنس (الإنجليزية)
- ليندا وايلد على موقع الاتحاد الدولي لكرة المضرب (الإنجليزية)
- ليندا وايلد على موقع كأس بيلي جين كينغ (الإنجليزية)
- ليندا وايلد على موقع خلاصة التنس.كوم (الإنجليزية)